# 京華中学高等学校
京華中学高等学校（けいかちゅうがくこうとうがっこう）は、東京都文京区白山に所在し、中高一貫教育を提供する私立中学校・高等学校。
高等学校において、中学校から入学した内部進学生徒と高等学校から外部進学生徒との間で、S特進コース及び進学コースでは第2学年から、特進コースでは第1学年から、それぞれ混合してクラスを編成する併設混合型中高一貫校。

## 概要
1897年（明治30年）7月、磯江潤らによって東京府東京市本郷区龍岡町（現文京区湯島4丁目）に京華中學校として創立。京華とは、東京(とうけい)の華という意味。創立当時の相談役品川弥二郎子爵（内務大臣）によって命名された。
同一学校法人の経営するグループ校には京華女子中学校・高等学校や京華商業高等学校がある。

## 沿革
- 1897年7月 - 京華尋常中学校開校
- 1900年5月 - 校舎を本郷区東竹町に移転
- 1901年12月 - 京華商業学校設立
- 1909年12月 - 京華高等女学校設立
- 1923年9月 - 関東大震災により校舎焼失
- 1925年12月 - 校舎を小石川原町の現在地に移転
- 1941年3月 - 財団法人京華学園創立
- 1947年～1948年 - 学制改革により京華中学校・第二中学校、京華学園高等学校（普通科男子部、商業科、女子部）に改組
- 1951年3月 - 学校法人京華学園創立
- 1952年4月 - 京華学園高等学校商業科を男女共学とする
- 1953年4月 - 京華学園高等学校普通科男子部を京華高等学校と改称し、京華学園高等学校商業科が京華商業高等学校として独立
- 1960年4月 - 京華学園高等学校女子部が京華女子高等学校として独立
- 1965年7月〜11月 - 長野県小海町に京華学園八ヶ岳校舎を竣工
- 1979年4月 - 京華中学校を再開[3]
- 1984年4月 - 京華女子中学校を再開[3]
- 1997年11月 - 京華学園創立100周年記念式典を両国国技館にて挙行
- 2007年11月 - 京華学園創立110周年記念祭を中野サンプラザにて挙行
- 2017年11月 - 京華学園創立120周年記念祭（式典・祭典）を東京国際フォーラムにて挙行
- 2022年6月 - 125周年事業１目の１２５周年記念五号体育館完成[4]
- 2024年4月 - 125周年事業の２目である新校舎が完成したため女子校が移転。「三校ワンキャンパス構想」実現[5][6]

## アクセス
- 都営地下鉄三田線、白山駅徒歩3分
- 東京メトロ南北線、本駒込駅徒歩8分
- 東京メトロ千代田線、千駄木駅徒歩18分

## 校風

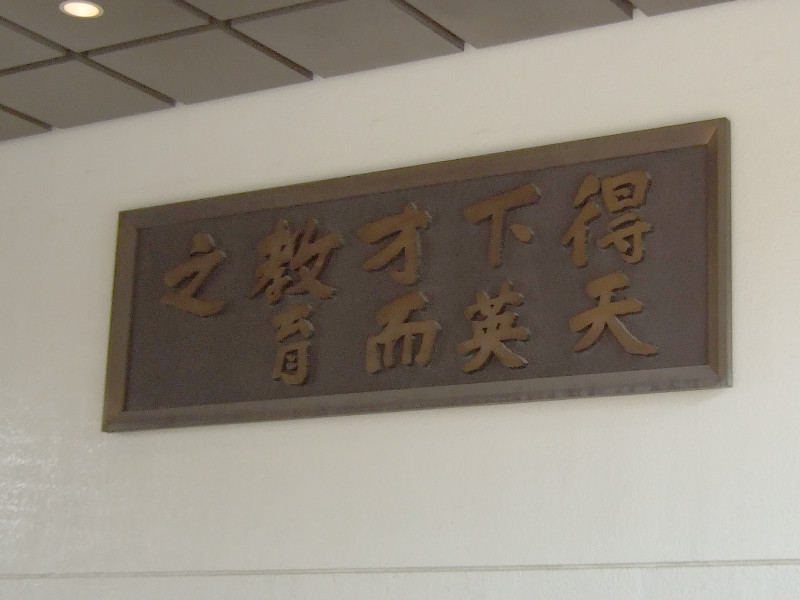
校訓

明治30年（1897年）の創立以来、精神のバックボーンとして「Never Say Die」の意味である「Never Die（ネバーダイ）」が使われている。これは、目的・目標に向かってやりぬく意志と行動力を示すと同時に、自分自身と闘い、克服する精神力を表したものである。
建学の精神は「英才教育」。これは孟子の「天下の英才を得て之を教育す」に基づき「英才」とは、いわゆる「秀才」ではなく社会を支えていく秀れた才能を意味する。
また教育理念の「尊敬と愛情」は、深い人間愛に基づく、人格形成を意味している。

## 著名な出身者

### 文化界
- 黒澤明 - 映画監督、国民栄誉賞、文化勲章
- 前田青邨 - 日本画家、芸術院会員、文化勲章
- 尾上松緑（2代目） - 歌舞伎俳優、芸術院賞、文化勲章
- 杉村隆 - 医博、国立がんセンター名誉総長、東邦大学名誉学長、文化勲章
- 石川淳 - 作家、芸術院会員、芥川賞
- 武満徹 - 作曲家、国際作曲家協会賞
- 小松耕輔 - 作曲家
- 小松平五郎 - 作曲家
- 中原和郎 - 医博、国立がんセンター総長、ストックホルム化学会金賞
- 木村伊兵衛 - 写真家、芸術選奨・菊池寛賞
- 井口基成 - ピアニスト、桐朋学園大学学長、芸術院賞
- 市川猿翁（2代目市川猿之助） - 歌舞伎俳優、日本俳優協会初代会長
- 河野鷹思 - 洋画家、愛知県立芸術大学学長、ABC賞
- 生駒雷遊 - 活弁士
- 岩井半四郎 - 歌舞伎俳優
- 椎尾弁匡 - 文博、大僧正、元芝増上寺法主
- 木村荘八 - 洋画家、芸術院恩賜賞
- 岡本文弥 - 新内岡本流家元、芸術選奨・文部大臣賞
- 菊地吾郎 - 日本医科大学名誉学長、学士院賞
- 島田謹二 - 比較文学者、学士院賞、文化功労者
- 犬養孝 - 万葉学者、大阪大学名誉教授
- 仁井田陞 - 東京大学名誉教授、朝日文化賞・学士院恩賜賞
- 中田孝 - 東京工業大学名誉教授、学士院賞
- 中山恒明 - 財団法人中山がん研究所長
- 奥富敬之 - 日本医科大学名誉教授
- 浜口陽三 - 版画家、サンパウロ国際美術展版画大賞
- 清水良雄 - 童画家
- 丸尾彰三郎 - 美術研究家、文部省主任調査官
- 楠田浩之 - 撮影技師
- 式正英 - お茶の水女子大学名誉教授
- 平泉洸 - 歴史学者、平泉寺白山神社宮司
- 小野旭 - 経済学者、一橋大学名誉教授、紫綬褒章
- 池田忠雄 - 脚本家
- 平岡正明 - 評論家
- 木村荘太 - 作家、木村荘八の兄
- 三井甲之 - 作家
- 正岡容 - 作家
- 瀬沼茂樹 - 作家
- 小島政二郎 - 作家
- 小栗虫太郎 - 作家
- 甲賀三郎 - 作家
- 城昌幸 - 作家
- 玉川一郎 - 作家
- 本間ひろむ - 批評家
- 木村東道 - 書家
- 渡辺正和 - 将棋棋士
- 吉野昌甫 - 経済学者、一橋大学名誉教授
- 石塚真一 - 漫画家[7]

### 芸能界
- 十朱久雄 - 俳優
- 斎藤達雄 - 俳優
- 金子信雄 - 俳優
- 林 正雄 - 俳優
- 碓井将大 - 俳優、校則で芸能活動が制限されていた為、日出高等学校へ転校
- 山下敬二郎 - 歌手
- 春風亭栄枝 - 落語家
- 三遊亭志う歌 - 落語家
- 竹田高利 - タレント
- グレート義太夫 - タレント
- 黒部幸英 - タレント
- sakura - ミュージシャン
- 大佑 - ミュージシャン
- 森田成一 - 声優
- 宇納佑 -俳優(教員)
- 長田かず - プロデューサー、タレント

### 政界・官界・法曹・実業界
- 奥山八郎 - 日本弁護士連合会会長、第二東京弁護士会会長
- 星野直樹 - 内閣書記官長、大蔵省官僚。東京裁判にて終身刑判決、のち釈放
- 石川一郎 - 経団連初代会長
- 三好英之 - 衆議院議員、9代目北海道開発庁長官、実業家
- 柳田誠二郎 - 日本航空三代目会長、元海外経済協力基金総裁
- 鈴木恭一 - 逓信次官（最後の逓信次官）、元社団法人・通信文化振興会会長
- 安江仙弘 - 陸軍大佐、イスラエル建国功労者
- 赤松貞雄 - 陸軍大佐、東條英機内閣総理大臣秘書官
- 大鷹正次郎 - バルト三国公使（1938年）
- 吉河光貞 - 公安調査庁長官、広島高検検事長
- 稲垣平太郎 - 通商産業大臣、横浜ゴム社長
- 平沼弥太郎 - 参議院議員、埼玉銀行頭取
- 藤沢武夫 - 本田技研工業副社長・最高顧問
- 嘉納毅六 - 菊正宗酒造会長
- 那須弓雄 - 陸軍中将、第2歩兵団長、ガダルカナル島にて戦死
- 横井忠道 - 陸軍少将
- 岩松三郎 - 最高裁判事
- 田中広太郎 - 大阪府知事、東京市助役、内務省官僚
- 大島敦 - 衆議院議員、内閣府副大臣、総務副大臣
- 近藤達児 - 衆議院議員